# 41 Librae
41 Librae är en gul jätte i stjärnbilden Vågen.
41 Librae har visuell magnitud +5,36 och är synlig för blotta ögat vid god seeing. Den befinner sig på ett avstånd av ungefär 310 ljusår.